# Oktober 2019
Dit artikel geeft een chronologisch overzicht van de belangrijkste gebeurtenissen per dag in de maand oktober van het jaar 2019.

## Gebeurtenissen

### 1 oktober
- Duizenden Nederlandse boeren trekken naar het Malieveld in Den Haag om te demonstreren tegen mogelijke nieuwe stikstofmaatregelen en het negatieve beeld dat er volgens hen over de agrarische sector wordt verspreid. (Lees meer)

### 2 oktober
- Jan Jambon stelt zijn nieuwe Vlaamse Regering voor. Het is een regering met een meerderheid van 70 op 124 zetels. De regering bestaat uit N-VA, CD&V en Open VLD.
- De Britse premier Johnson stuurt aan het Europees Parlement een nieuw brexit-plan met een speciale regeling voor de Ierse backstop, als laatste mogelijkheid om een no deal-brexit te voorkomen.
- De Wereldhandelsorganisatie geeft de VS toestemming om invoerheffingen ter waarde van 7,5 miljard dollar op te leggen op producten uit de EU. De maatregel is een compensatie voor de eerdere subsidiëring door verschillende Europese landen aan Airbus.[1]

### 3 oktober
- Bij een steekpartij op het hoofdcommissariaat van de politie in Parijs vallen vier doden. De dader, een 45-jarige kantoormedewerker, wordt hierna doodgeschoten.
- In Ecuador wordt de noodtoestand afgekondigd door president Moreno, nadat in het hele land protesten uitbreken als gevolg van de maatregel om de subsidie op brandstof af te schaffen. De maatregel was bedoeld om te voldoen aan de eisen die het IMF had opgelegd om in aanmerking te komen voor de lening die eerder in maart was overeengekomen.
- Bij gewelddadige confrontaties tijdens anti-regeringsdemonstraties in Irak vallen zeker 33 doden, voor het merendeel demonstranten. In het zuiden van Irak geldt een avondklok en in veel delen van het land wordt de internettoegang geblokkeerd.[2]

### 7 oktober
- Na een telefonisch overleg met de Turkse president Erdoğan kondigt president Trump aan dat de Amerikaanse troepen definitief worden teruggetrokken uit Rojava, een autonome Koerdische regio in Noord-Syrië.

### 9 oktober
- De Turkse president Erdoğan begint een militair offensief tegen de YPG in Rojava, onder de naam "Operatie Vredeslente".[3]
- In het Duitse Halle vallen twee doden bij een aanslag op een synagoge en een nabijgelegen döner kebab-zaak. De dader is een 27-jarige man met vermoedelijk neonazisympathieën.

### 10 oktober
- De Turkse president Recep Tayyip Erdoğan dreigt miljoenen Syrische vluchtelingen in Turkije naar Europa te sturen als de EU de Turkse inval in het noordoosten van Syrië behandelt als een invasie of bezetting.
- In Roemenië valt de minderheidsregering van de PSD onder leiding van Viorica Dăncilă door een motie van wantrouwen die gesteund werd door de grote oppositiepartijen, de voormalige regeringspartner ALDE en door de PSD-afsplitsing ProRomania.

### 11 oktober
- De Ethiopische eerste minister Abiy Ahmed krijgt de Nobelprijs voor de Vrede voor zijn inspanningen in het vredesproces tussen Ethiopië en Eritrea.

### 12 oktober
- Eliud Kipchoge rent in Wenen als eerste mens de marathon onder de twee uur in een tijd van 1:59:40.
- Taifoen Hagibis raast over het Japanse eiland Honshu ten zuiden van Tokio. Er vallen meer dan zeventig doden en het regenrecord van 2011 werd gebroken.

### 13 oktober
- De conservatieve Kais Saied wint met meer dan zeventig procent van de stemmen de presidentsverkiezingen in Tunesië van zijn rivaal Nabil Karoui.

### 14 oktober
- De Koerdische YPG sluit een deal met het Syrische leger waarin zij het bewind in de grotere steden die onder hun bewind stonden overdraagt aan het Syrische leger in de strijd tegen de Turkse inval. De EU veroordeelt de Turkse inval en stopt wapenleveranties aan Turkije.
- Na het landelijke boerenprotest in Den Haag van 1 oktober volgden protesten bij de verschillende provinciehuizen om de stikstofmaatregelen van tafel te krijgen. Drenthe, Overijssel en Gelderland gingen overstag en een dag eerder was dit al gelukt in de provincie Friesland. In Groningen liep het uit op een opstootje en vernielingen maar daar werden de maatregelen niet opgeschort.
- In Catalonië breken protesten uit nadat de leiders van het onwettige onafhankelijkheidsreferendum van 1 oktober 2017 tot gevangenisstraffen waren veroordeeld in de rechtszaak tegen de leiders van het Catalaanse onafhankelijkheidsproces. (Lees verder)
- De politie valt een boerderij in het Drentse Ruinerwold binnen en vindt een gezin dat negen jaar lang in een afgesloten ruimte van de boerderij heeft geleefd. Het gezin, bestaande uit zes mensen tussen de 18 en 25 jaar en hun vader, zou daar leven vanwege het 'einde der tijden'.

### 17 oktober
- De NVWA bevestigt dat het Tomato Brown Rugose Fruit Virus (ToBRFV - een Tobamovirus), dat al langer in Europa rondwaart en tomaten aantast, nu ook in een kas in het Westland is aangetroffen.
- De Amerikaanse vicepresident Mike Pence meldt dat er in overleg met president Erdoğan een akkoord is bereikt over een wapenstilstand van ten minste vijf dagen in de strijd van het Turkse leger tegen de YPG in Noordoost-Syrië.
- In de Libanese hoofdstad Beiroet breken demonstraties uit, op dat moment gericht tegen de belasting op VoIP-diensten zoals WhatsApp.[4] Na terugtrekking van de maatregel zullen de protesten blijven aanhouden tegen de andere belastingplannen.

### 19 oktober
- De Britse premier Johnson vraagt bij de EU om uitstel van de brexit-datum van 31 oktober, nadat hij door een speciaal amendement van Oliver Letwin zijn brexit-akkoord niet in het Lagerhuis ter stemming heeft kunnen brengen.
- De Chileense president Sebastián Piñera roept de noodtoestand uit voor de hoofdstad Santiago, nadat de dag ervoor door demonstraties het metronetwerk stilgelegd moest worden. De demonstranten kwamen in het verweer tegen de prijsverhoging van metrotickets.

### 20 oktober
- In Zwitserland worden federale parlementsverkiezingen gehouden.

### 21 oktober
- Tijdens aanhoudende demonstraties in de Chileense hoofdstad Santiago vallen vijf doden als gevolg van brandstichting door plunderaars. Twee dagen eerder vielen er in de stad ook al drie doden, eveneens door brandstichting.[5]

### 22 oktober
- In Bolivia breken protesten uit nadat de kiescommissie de telling van de stemmen voor de presidentsverkiezingen korte tijd staakt en vervolgens bekendmaakt dat zittend president Evo Morales genoeg stemmen heeft om voor een vierde termijn te gaan zonder de noodzaak van een tweede kiesronde.

### 23 oktober
- Op een industrieterrein in het Britse plaatsje Grays (Essex) worden in een koelcontainer op de oplegger van een vrachtwagen 39 dode migranten aangetroffen, 31 mannen en 8 vrouwen. De slachtoffers blijken uiteindelijk allemaal de Vietnamese nationaliteit te hebben.[6]

### 27 oktober
- Sophie Wilmès volgt Charles Michel op en wordt daarmee de eerste vrouwelijke eerste minister van België.
- Bij een Amerikaanse militaire operatie nabij het Syrische Idlib pleegt IS-leider Abu Bakr al-Baghdadi zelfmoord.

### 28 oktober
- Alberto Fernández wint, samen met oud-presidente Cristina Kirchner, de presidentsverkiezingen van Argentinië ten koste van de voorgaande president Mauricio Macri.
- De Europese Unie gunt het VK uitstel van de brexit tot 31 januari 2020 op voorwaarde dat het laatste akkoord met Boris Johnson niet opnieuw ter onderhandeling wordt voorgelegd.

### 31 oktober
- In de Pakistaanse provincie Punjab vallen bij een treinbrand meer dan 70 doden. De brand is veroorzaakt door een ontplofte gasfles.[7]

## Overleden
← · januari · februari · maart · april · mei · juni · juli · augustus · september · oktober · november · december ·  →